# 자카리아 바칼리
자카리아 바칼리(Zakaria Bakkali, 1996년 1월 26일 ~ )는 벨기에의 축구 선수이다.